# Austroniscus coronatus
Austroniscus coronatus là một loài chân đều trong họ Nannoniscidae. Loài này được Schiecke & Modigh-Tota miêu tả khoa học năm 1976.